# Lukas Klapfer
Lukas Klapfer (n. 25 decembrie 1985, Eisenerz, Stiria, Austria) este un sportiv ce a reprezentat Austria, medaliat olimpic. A participat la 2 ediții ale Jocurilor Olimpice (2014, 2018) în care a câștigat o medalie de bronz.